# Ekindüzü, Muş
Ekindüzü là một xã thuộc thành phố Muş, tỉnh Muş, Thổ Nhĩ Kỳ. Dân số thời điểm năm 2011 là 223 người.